# محمد عقاد
محمد عقاد هو سياسي سوري والمحافظ السابق لحلب. عُيّن عقاد كمحافظ على حلب من قبل الرئيس السوري بشار الأسد في 16 آب/أغسطس 2012 وذلك خلال معركة حلب حيث حلّ محلّ موفق خلوف. خلال الحرب الأهلية السورية؛ أصبح محمد عقاد المتحدث الرسمي باسم الحكومة السورية في حلب بين عامي 2012 حتى تشرين الأول/أكتوبر 2014.
```
ولد محمد وحيد عقاد سنة 1962، تحصل على إجازة جامعية في الكيمياء التطبيقية من كلية العلوم 
بجامعة حلب
 1989، شغل منصب رئيس لقسم إنتاج ومعاون مدير فرع حلب للمطاحن، كما عمل مديرا للتجارة الداخلية في المحافظة.
[
3
]
```